# Atomalderen
Atomalderen (på engelsk: Atomic Age), er perioden i historien efter detonationen af det første atomvåben, The Gadget ved Trinitytesten i New Mexico den 16 Juli 1945 under Anden Verdenskrig. Selvom nukleare kædereaktioner var blevet udtænkt allerede i 1933, og den første kunstige selvbærende atomare kædereaktion (Chicago Pile-1) havde fundet sted i december 1942, repræsenterede Trinitytesten og de efterfølgende bombninger af Hiroshima og Nagasaki, der endte Anden Verdenskrig, den første brug af atomteknologi i storskala og indvarslede dybtgående ændringer i sociopolitisk tænkning og teknologisk udvikling.
Selvom kernekraft for en tid blev promoveret som indbegrebet af fremskridt og modernitet, indebar en indtræden i atomkrafttiden også de frygtelige implikationer af atomkrig, Den kolde krig, Mutual assured destruction (MAD-doktrinen), atomspredning, risikoen for atomkatastrofer (potentielt så ekstreme som en menneskeskabt global atomvinter), såvel som gavnlige civile anvendelser inden for nuklearmedicin. Det er ikke let at adskille fredelig anvendelse af atomteknologi fuldstændigt fra militær eller terroristisk anvendelse (f.eks. fremstilling af beskidte bomber fra radioaktivt affald), hvilket komplicerede udviklingen af en global industri for eksport af atomkraft lige fra starten.
I 1973 forudsagde USA's Atomic Energy Commission vedrørende en blomstrende atomkraftindustri, at ved begyndelsen af det 21. århundrede ville et tusinde reaktorer producere elektricitet til hjem og virksomheder i hele USA. Imidlertid faldt "atomdrømmen" langt under det, der blev lovet, fordi atomteknologi frembragte en række sociale problemer, fra atomvåbenkapløbet til kernenedsmeltninger og de uløste vanskeligheder ved oprydning af bombeanlæg og nedlukning af og bortskaffelse af affaldet fra civile anlæg. Siden 1973 faldt ordrerne på reaktorer kraftigt, da efterspørgslen efter elektricitet faldt og byggeomkostningerne steg. Mange ordrer og delvist færdige anlæg blev aflyst.
I slutningen af 1970'erne havde atomkraft lidt en bemærkelsesværdig international destabilisering, da den stod over for økonomiske vanskeligheder og udbredt offentlig modstand, der blev meget værre efter Three Mile Island-ulykken i 1979 og Tjernobylulykken i 1986, som begge i mange årtier har påvirket atomkraftindustrien negativt.